# José Carlos de Mascarenhas Relvas

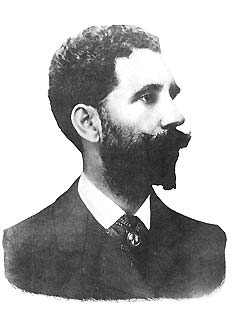
José Relvas

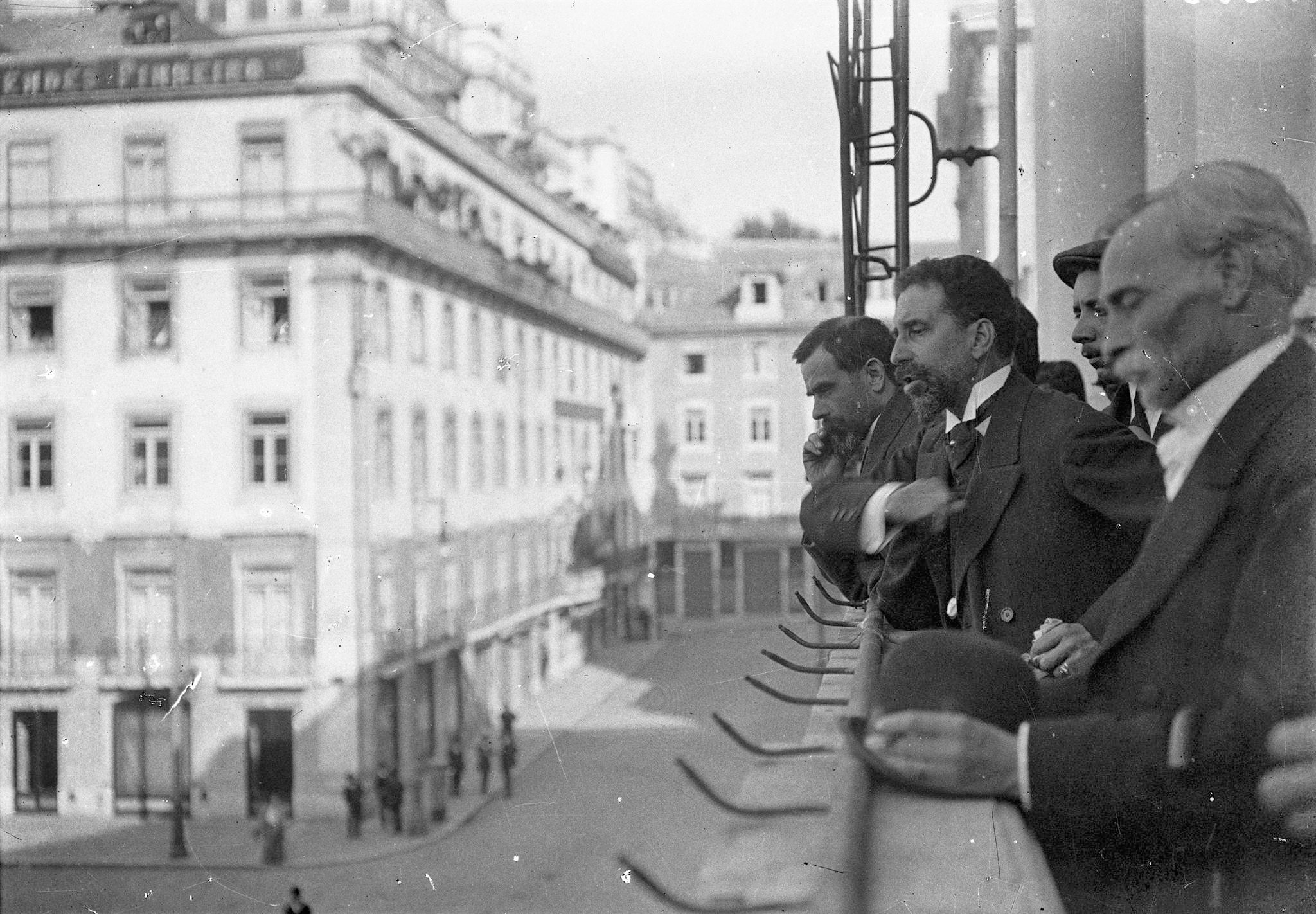
José Relvas ruft die erste portugiesische Republik aus.

José Carlos de Mascarenhas Relvas (* 5. März 1858 in Golegã; † 31. Oktober 1929 in Alpiarça) war ein portugiesischer Politiker. Vom 27. Januar bis zum 30. März 1919 war er Ministerpräsident seines Landes.
José Relvas studierte Rechtswissenschaft an der Universität Coimbra, verließ diese jedoch ohne Abschluss. Seit seiner Jugend war er überzeugter Republikaner und Mitglied der Republikanischen Partei. Am 5. Oktober 1910 rief er vom Balkon des Rathauses in Lissabon die portugiesische Republik aus. In der provisorischen Regierung des Teófilo Braga diente er als Finanzminister. Später vertrat er sein Land als Gesandter in Madrid. 1919 war er für ca. zwei Monate Regierungschef seines Landes, führte eine der vielen instabilen Regierungen der ersten Republik. Außerdem übernahm er noch den Posten des Innenministers. Die Regierung des José Relvas ging als „Regierung der republikanischen Konzentration“ in die Geschichte ein, da in ihr alle verschiedenen Strömungen der Republikaner (Demokraten, Evolutionisten und Unionisten) vertreten waren. Relvas selbst gehörte der Demokratischen Partei an.
| Vorgänger                       | Amt                               | Nachfolger             |
| ------------------------------- | --------------------------------- | ---------------------- |
| João Tamagnini de Sousa Barbosa | Premierminister von Portugal 1919 | Domingos Leite Pereira |

| Personendaten    | Personendaten                      |
| ---------------- | ---------------------------------- |
| NAME             | Relvas, José Carlos de Mascarenhas |
| ALTERNATIVNAMEN  | Relvas, José                       |
| KURZBESCHREIBUNG | portugiesischer Politiker          |
| GEBURTSDATUM     | 5. März 1858                       |
| GEBURTSORT       | Golegã, Portugal                   |
| STERBEDATUM      | 31. Oktober 1929                   |
| STERBEORT        | Alpiarça, Portugal                 |